# Lagotis humilis
Lagotis humilis är en grobladsväxtart som beskrevs av Tsoong och H. P. Yang. Lagotis humilis ingår i släktet Lagotis och familjen grobladsväxter. Inga underarter finns listade i Catalogue of Life.